# Ewa Wirén
Ewa Christina Wirén, född 2 juni 1949, är en svensk journalist.

## Biografi
Wirén har bland annat arbetat på Arbetartidningen, Ny Dag, Västgöta-Demokraten, Kommunalarbetaren, Gefle Dagblad och Arbetarbladet.
År 1989 kom hon till Dalarnas Tidningar där hon var utvecklingschef och sedermera mångårig redaktionschef. Den 1 oktober 2010 blev hon även ansvarig utgivare för tidningarna.
År 2014 gick Wirén i pension från DT. Hon återkom dock som tillförordnad chefredaktör för Kyrkans Tidning i april 2015.

### Familj
Wirén är gift med Pär Fagerström som var VD och ansvarig utgivare för Dalarnas Tidningar fram till 2010.